# Micropteropus pusillus
Micropteropus pusillus là một loài động vật có vú trong họ Dơi quạ, bộ Dơi. Loài này được Peters mô tả năm 1867.